# 공인 (법률)
공인(公人, 영어: Public figure)은 권력, 명성을 가진 국가나 사회에 관계되는 일에 종사하는 인물로 정재계 인사를 뜻한다. 공인은 프라이버시가 일반인에 비해서 제한될 수밖에 없어 자신의 프라이버시 공개를 어느 정도 감수할 수밖에 없다. 일반인들에 비해서 불편을 감수하지만 정치적인 위치에 있기 때문에 공적인 지위에 있어야 한다. 일단 공인이 되면 사생활의 일정 부분을 포기했다고 간주하기 때문이다. 그러나 단순히 타인의 호기심을 충족시키는 데 불과한 사항은 해당되지 않으며 공인이라 하더라도 사적 공간이나 비밀 등은 법에 의하여 보호를 받는다. 특히나 정치인의 신분에 대한 보호는 국가에서 책임져야 할 정도로 신변의 보호가 중요하다.
유사한 개념으로 공인(公人, 영어: Public figure)은 사람에 따라 여러 의미로 쓰이고 있는데, 상당수의 사람들에 의해 사용되는 의미로는 공적 인물의 준말을 가리켜 의미가 같지만, 표준국어대사전의 정의에 따르면 공적 인물 가운데 공공성이 더 강한 사람을 일컫는다. 표준국어대사전의 서술에 따르면 공적 인물보다 좁은 범위에 해당되어 좀더 공공성이 강한 인물을 뜻한다. 따라서 일반적으로 서비스업종의 일종인 연예인 따위를 공인이라고 지칭할 수는 없다.
미국의 수준에 이르지 않더라도 공인이론을 적용되어 공적 인물로서 일반인보다는 폭넓은 보도와 논평의 자유가 보장되고, 대법원과 헌법재판소 판례는 공적 인물과 사인을 대비되는 용도로 사용한다. 따라서 공인을 공적인물의 준말로 쓰기도 한다.

## 나라별 현황

### 미국
미국의 경우 미국의 헌법에 의해서 보호를 받는다.

### 영국
영국의 경우 왕족을 포함한 영국 상원도 공인으로 지칭하고 있다.

### 대한민국
대한민국의 경우 정치인, 고위 관료, 거대 재벌 총수처럼 정재계 인사를 공인이라고 지칭하고 있다.